# Rasmus Langeland Bagger
 Der er flere personer med dette navn, se Rasmus Langeland (flertydig).
Rasmus Langeland Bagger (født 20. april 1764 på Saltø, død 19. januar 1819 i København) var Københavns politimester og borgmester i Slagelse og København.
Langeland Bagger blev student fra Slagelse Skole 1784 og 1789 juridisk kandidat, ansattes som volontør i Danske Kancelli, blev kopist 1790 og kancellist 1794. 1796 blev han birkedommer i Antvorskov birk og i 1799 tillige birkeskriver og rådmand i Slagelse. 1805 blev han kancelliråd og borgmester i samme by. I 1809 blev han justitsråd og politimester i København, i hvilken stilling han 1813 udnævntes til etatsråd. 1814 ombyttede han sin stilling som politimester med den som borgmester i København og døde som sådan i 1819.
Langeland Bagger var en fortrolig ven af digteren Jens Baggesen, hvem han havde kendt fra barn af fra Korsør og de kom begge i Slagelse skole. Han besøgte ham daglig, når han var i København, især i hans sidste seks leveår, da han stadig var syg af vatersot.
Langeland Bagger er søn af Marcus Marcussen Bagger (død 1770), forvalter på hovedgården Saltø i Sjælland, siden postforvalter i Korsør, hans moder Hedevig Johanne Langeland (1740–1822) var datter af den i Johan Herman Wessels digt til Jens Baggesen forevigede købmand Rasmus Langeland i Korsør. I sine enke-år drev hun byens gæstgivergård og postholderi. 1798 giftede han sig med Frederikke Gjersing, hvis fader en tid var ejer af Nordruplund; hun døde 12. januar 1852.
Han er begravet på Assistens Kirkegård.